# Trackshittaz
Trackshittaz es una boy band austriaca de hip hop, proveniente de Mühlviertel, y que está formada por Lukas Plöchl y Manuel Hoffelner. El dúo representó a Austria en el Festival de la Canción de Eurovisión 2012 con la canción "Woki mit deim Popo", luego de ganar la final nacional austríaca. Finalmente la canción terminó en la última posición en la primera semifinal que se celebró el día 22 de mayo de 2012 en Bakú, con tan solo 8 puntos.

## Discografía

### Álbumes de estudio
| Título                 | Detalles del álbum                                                                                        | Máxima posición en las listas |
| Título                 | Detalles del álbum                                                                                        | AUT                           |
| ---------------------- | --- | ----------------------------- |
| Oidaah pumpn muas‘s    | - Fecha de lanzamiento: 1 de febrero de 2011 - Discográfica: Sony Music - Formatos: CD, Descarga digital  | 1                             |
| Prolettn feian längaah | - Fecha de lanzamiento: 28 de junio de 2011 - Discográfica: Sony Music - Formatos: CD, Descarga digital   | 1                             |
| Traktorgängstapartyrap | - Fecha de lanzamiento: 6 de enero de 2012 - Discográfica: Sony Music - Formatos: CD, Descarga digital    | —                             |
| Zruck zu de Ruabm      | - Fecha de Lanzamiento: 10 de febrero de 2012 - Discográfica: Sony Music - Formatos: CD, Descarga digital | 4                             |

### Sencillos
| Año  | Título               | Máxima posición en las listas | Álbum                  |
| Año  | Título               | AUT                           | Álbum                  |
| ---- | -------------------- | ----------------------------- | ---------------------- |
| 2010 | "Oida Taunz!"        | 1                             | Oidaah pumpn muas's    |
| 2011 | "Guuugarutz"         | 1                             | Oidaah pumpn muas's    |
| 2011 | "Killalady"          | 2                             | Oidaah pumpn muas's    |
| 2011 | "Grüllarei"          | 18                            | Prolettn feian längaah |
| 2011 | "Touchdown"          | 48                            | Traktorgängstapartyrap |
| 2011 | "Oida Chüüü"         | 38                            | Traktorgängstapartyrap |
| 2011 | "Woki mit deim Popo" | 38                            | Traktorgängstapartyrap |

### Otros sencillos
| Año  | Título         | Máxima posición en las listas |
| Año  | Título         | AUT                           |
| ---- | -------------- | ----------------------------- |
| 2011 | "Trackshittaz" | 38                            |
| 2011 | "Laudaah"      | 50                            |
| 2011 | "Pumpn muas's" | 70                            |
| 2011 | "Hawaraheisl"  | 36                            |